# アブダッラー・ナシブ
アブダッラー・ムーサ・ムサラム・ナシブ（アラビア語: عَبْد الله مُوسَى مُسْلِم نَصِيب Abdallah Mousa Musallam Nasib、1994年2月25日-）は、ヨルダン・アカバ出身のサッカー選手。ヨルダンリーグ・アル・フセイン所属。ポジションはディフェンダー。ヨルダン代表。

## 経歴
2016年、ヨルダンリーグ・ザート・ラース・クラブでプロデビューを果たし、3シーズン在籍した。
2019年12月29日、アル・ワフダートに移籍をした。2020年のヨルダンリーグと2021年のヨルダン・スーパーカップの優勝に貢献した。
2022年1月7日、エジプト・プレミアリーグのアル・イテハドに移籍した。
2023年7月5日、アル・フセインに移籍した。

## 代表歴
2021年9月4日、ハイチ代表との親善試合でヨルダン代表デビューを果たした。
2021年、FIFAアラブカップのメンバーに選出された。
2023年、AFCアジアカップにも招集され、ヨルダン代表の史上初の決勝進出に貢献した。

## 人物
ディアラという愛称で呼ばれる事もある。
2022年1月、エジプト人の女性と結婚した。